# Harold Tejada
Harold Alfonso Tejada Canacue (født 27. april 1997 i Pitalito) er en professionel cykelrytter fra Colombia, der er på kontrakt hos XDS Astana Team.
I 2019 blev han colombiansk U/23-mester i linjeløb og enkeltstart. Ved Tour de l'Avenir i 2019 vandt han syvende etape.
Fra 2020 skiftede Tejada til Astana Pro Team på en toårig kontrakt. Han var en del af holdets otte ryttere ved Tour de France 2020, hvilket var hans første deltagelse i en Grand Tour.